# Rigidoporus rigidus
Rigidoporus rigidus är en svampart som först beskrevs av Joseph-Henri Léveillé, och fick sitt nu gällande namn av J.E. Wright. Rigidoporus rigidus ingår i släktet Rigidoporus och familjen Meripilaceae.   Inga underarter finns listade i Catalogue of Life.